# R10 (Ghana)
De R10 of Regional Road 10 is een regionale weg in Ghana die de stad Ho met de Togolese hoofdstad Lomé verbindt. De weg loopt door de regio Volta.
De R10 begint in Denu, waar de weg aansluit op de N1 tussen Tema en Lomé. Daarna loopt de weg via Dzodze en Ziope naar Ho, waar de R10 eindigt op de N2 tussen Tema en Hohoe.
R10 · 
R11 · 
R12 · 
R13 · 
R14 · 
R15 · 
R16 · 
R17 · 
R18 · 
R19 · 
R21 · 
R23 · 
R24 · 
R25 · 
R26 · 
R27 · 
R28 · 
R29 · 
R30 · 
R36 · 
R38 · 
R40 · 
R42 · 
R43 · 
R44 · 
R45 · 
R47 · 
R49 · 
R50 · 
R52 · 
R54 · 
R60 · 
R61 · 
R62 · 
R63 · 
R64 · 
R65 · 
R66 · 
R68 · 
R70 · 
R71 · 
R72 · 
R74 · 
R76 · 
R80 · 
R81 · 
R82 · 
R83 · 
R84 · 
R85 · 
R86 · 
R87 · 
R88 · 
R90 · 
R91 · 
R92 · 
R93 · 
R94
R100 · 
R101 · 
R103 · 
R104 · 
R105 · 
R106 · 
R107 · 
R108 · 
R109 · 
R110 · 
R113 · 
R114 · 
R116 · 
R121 · 
R122 · 
R123 · 
R124 · 
R125 · 
R126 · 
R127 · 
R128 · 
R129 · 
R131 · 
R132 · 
R180 · 
R181 · 
R182 · 
R184 · 
R201 · 
R202 · 
R204